# 巴德吉斯省
巴德吉斯省是阿富汗34個省份之一，位於阿富汗西北部，與土库曼斯坦接壤。巴德吉斯省被視為是阿富汗最不發達的省份之一。省會是瑙堡，而人口最多的城市和縣份是巴拉穆爾加布。中世紀城市河畔梅爾夫的遺蹟以及中世紀加徹斯坦地區的歷史首都皆位於近巴拉穆爾加布附近。